# Blair (Wisconsin)
Pour les articles homonymes, voir Blair.
Blair est une ville américaine située dans le comté de Trempealeau, au Wisconsin. Selon le recensement de 2010, sa population est de 1 366 habitants.